# Liste des paysages nationaux des Pays-Bas
Dans un paysage national, non seulement la nature, mais aussi la culture a une valeur spéciale et les deux sont protégés. Le statut n'est pas égal à celui de parc national, mais le premier paysage national Drentse Aa avait été donné en 2002 le statut parc national avant que le statut paysage national n'a été fixé en 2006.
Un paysage national peut englober un parc national ou même plusieurs, comme le Veluwe, qui englobe le Parc National De Hoge Veluwe et le Parc National De Veluwezoom.

## Liste
- Paysage National Arkemheen-Eemland
- Paysage National Drentsche Aa - Parc National
- Paysage National Gelderse Poort
- Paysage National Graafschap
- Paysage National Groene Hart
- Paysage National Het Groene Woud
- Paysage National Zuid Limburg
- Paysage National Hoeksche Waard
- Paysage National IJsseldelta
- Paysage National Laag Holland
- Paysage National Middag-Humsterland
- Paysage National Nieuwe Hollandse Waterlinie
- Paysage National Noordelijk Wouden
- Paysage National Noordoost-Twente
- Paysage National Rivierengebied part (a) Betuwe et part (b) Kromme Rijn
- Paysage National Stelling van Amsterdam
- Paysage National Veluwe
- Paysage National Winterswijk
- Paysage National Zuidwest-Friesland
- Paysage National Zuidwest-Zeeland